# شيتبي
شيتبي (بالقازاقية: Shetpe)‏، Шетпе، شەتپە) هي قرية والمركز الإداري لمنطقة مانكيستاو في أوبليس مانكيستاو في غرب كازاخستان. السكان: 12,223 (2009) 10,237 (1999).

## مناخ
شيتبي لديها مناخ صحراوي بارد ( تصنيف مناخ كوبن BWk ).